# BC Žalgiris-2
El BC Žalgiris-2 es un club profesional de baloncesto con sede en Kaunas, Lituania fundado en 1999 y que participa en la NKL, la segunda división del baloncesto lituano. es el filial del Žalgiris Kaunas, que compite en la Lietuvos Krepšinio Lyga.

## Historia
El equipo, denominado al principio LKKA-Žalgiris, se formó en el año 1999 como un lugar donde pudieran iniciarse en el profesionalismo los jugadores salidos de la cantera del Žalgiris. En 2003 pasó a denominares Kauno Žalgiris-Sabonio mokykla, o Escuala Arvidas Savonis Kaunas, nombre en honor al mejor jugador surgido del club y actual presidente, Arvydas Sabonis. Esa temporada consiguió su primer título oficial, el campeonato de la LKAL, el tercer nivel del baloncesto lituano.
Desde 2005 compite en la NKL, y desde entonces ha ganado el campeonato en una ocasión, en 2008, y ha sido subcampeón en 2016 y 2018.

## Trayectoria
| Temporada | Liga | Pos. | Clasificación final | LKF Cup |
| --------- | ---- | ---- | ------------------- | ------- |
| 1999–00   | LKAL | 5    | Medalla de bronce   | –       |
| 2000–01   | LKAL | 11   | –                   | –       |
| 2001–02   | LKAL | 2    | Medalla de bronce   | –       |
| 2002–03   | LKAL | 5    | Campeón             | –       |
| 2003–04   | LKAL | 1    | Cuartos de final    | –       |
| 2004–05   | LKAL | 9    | –                   | –       |
| 2005–06   | NKL  | 2    | Cuartos de final    | –       |
| 2006–07   | NKL  | 4    | Cuartos de final    | –       |
| 2007–08   | NKL  | 4    | Campeón             | –       |
| 2008–09   | NKL  | 18   | –                   | –       |
| 2009–10   | NKL  | 15   | –                   | –       |
| 2010–11   | NKL  | 6    | Cuartos de final    | –       |
| 2011–12   | NKL  | 5    | Medalla de bronce   | –       |
| 2012–13   | NKL  | 6    | Medalla de bronce   | –       |
| 2013–14   | NKL  | 9    | Octavos de final    | –       |
| 2014–15   | NKL  | 10   | Octavos de final    | –       |
| 2015–16   | NKL  | 6    | Finalista           | –       |
| 2016–17   | NKL  | 8    | Cuartos de final    | –       |
| 2017–18   | NKL  | 5    | Finalista           | –       |